# Battaglia della Westerplatte
La battaglia della Westerplatte fu la prima battaglia dell'invasione tedesca della Polonia, che segnò l'inizio della seconda guerra mondiale in Europa. Si svolse sulla penisola di Westerplatte, nel porto della Città Libera di Danzica (oggi città polacca).
A metà degli anni venti, la Seconda Repubblica di Polonia istituì un deposito militare polacco (Wojskowy Skład Transportowy, WST) sulla penisola di Westerplatte, nella Città Libera di Danzica. A partire dal 1º settembre 1939, la Wehrmacht tedesca e la polizia filo-tedesca di Danzica assaltarono il WST. Nonostante entrambe le parti ritenevano che l'esigua guarnigione polacca, composta da circa 200 soldati, avrebbe potuto resistere per diverse ore prima di essere sopraffatta o di necessitare di rinforzi, i polacchi resistettero per una settimana e respinsero tredici assalti tedeschi, tra cui bombardamenti in picchiata e bombardamenti navali.
La difesa della Westerplatte fu un'ispirazione per l'esercito e la popolazione polacca, mentre avvenivano dilaganti avanzate tedesche altrove, ed è ancora oggi un simbolo di resistenza nella Polonia moderna. Il governo polacco sta progettando di aprire un museo pubblico sul sito nel 2026.

## Antefatti

### Danzica tra le due guerre
La città di Danzica, storicamente un'importante città portuale, dopo la prima guerra mondiale divenne una città-stato indipendente, la Città Libera di Danzica. La Città Libera era supervisionata dalla Società delle Nazioni, ma divenne sempre più alleata con la Germania nazista, a causa della sua popolazione prevalentemente di etnia tedesca. Nel 1921, in seguito alla guerra sovietico-polacca, la Società delle Nazioni concesse alla Polonia il diritto di installare un deposito di munizioni, munito di guarnigione a sorvegliarlo, nei pressi di Danzica. Nonostante le obiezioni della Città Libera, questo diritto fu confermato nel 1925 e fu scelta un'area di 60 ettari (0,60 km²) sulla penisola di Westerplatte. Westerplatte era separata dal nuovo porto di Danzica principalmente dal canale portuale; mentre sulla terraferma, la parte polacca di Westerplatte era separata dal territorio di Danzica da un muro di mattoni sormontato da filo spinato. Una linea ferroviaria dedicata, che attraversava la Città Libera, collegando il deposito con il vicino territorio polacco. Il deposito, indicato nei documenti della Società delle Nazioni come Deposito per le munizioni polacche in transito nel porto di Danzica (WST) (in polacco: Wojskowy Skład Transportowy), fu completato nel novembre 1925, trasferito ufficialmente alla Polonia l'ultimo giorno dello stesso anno e divenne operativo poco dopo, nel gennaio 1926, con 22 magazzini attivi. La guarnigione polacca fu fissata a 2 ufficiali, 20 sottufficiali e 66 soldati semplici, per una forza totale di 88 persone di tutti i gradi, e alla Polonia fu proibito di costruire ulteriori installazioni o fortificazioni militari in quel sito.
All'inizio del 1933, i politici e i media tedeschi si lamentarono della necessità di adeguare le frontiere. Inoltre, i governi polacco e francese discutevano della necessità di una guerra preventiva contro la Germania. Il 6 marzo, in quello che divenne noto come "incidente della Westerplatte" o "crisi", il governo polacco fece sbarcare un battaglione di marina su Westerplatte, rinforzando brevemente la guarnigione del WST con circa 200 uomini, dimostrando la volontà polacca di difendere il deposito. La manovra polacca aveva anche lo scopo di mettere sotto pressione il governo di Danzica, che stava cercando di rinunciare a un accordo precedente sul controllo condiviso tra Danzica e Polonia sulla polizia portuale e di acquisire il pieno controllo della polizia e del porto. Secondo una fonte, il 14 marzo 1933 la Società delle Nazioni aveva autorizzato la Polonia a rafforzare la sua guarnigione. Tuttavia, secondo un'altra, le truppe polacche aggiuntive furono ritirate il 16 marzo, in seguito alle proteste della Società delle Nazioni, di Danzica e della Germania, ma solo in cambio del ritiro da parte di Danzica delle proprie obiezioni all'accordo sulla polizia portuale. In seguito, i polacchi costruirono fortificazioni clandestine sulla Westerplatte. Si trattava di opere relativamente modeste: non c'erano bunker o tunnel, ma ma solo diverse piccole case di guardia, parzialmente nascoste nella penisola e diversi altri edifici al centro della penisola, tra cui caserme. La maggior parte degli edifici era costruita in cemento armato ed era sostenuta da una rete di fortificazioni campali, tra cui trincee, barricate e filo spinato.

### L'attività diplomatica
L'inizio delle ostilità fu preceduto da un'attività diplomatica che, da parte tedesca, era iniziata il 21 marzo 1939 con la presentazione di tre richieste al Governo polacco: la restituzione della città di Danzica, il consenso alla costruzione di una ferrovia e di una autostrada extraterritoriali, ossia privi di dazi doganali, che consentissero il collegamento tra la Germania e la Prussia Orientale attraverso il cosiddetto corridoio di Danzica, ceduto alla Polonia per consentirle uno sbocco sul mar Baltico, ed infine una garanzia, a lunga scadenza, del nuovo assetto territoriale; lo scopo di tali richieste era l'intenzione da parte di Hitler di incorporare nuovamente la Città Libera di Danzica, perduta a seguito del Trattato di Versailles ed abitata in massima parte da cittadini di etnia e di lingua tedesca, all'interno del territorio del Reich.
Il Governo polacco rigettò le richieste dei tedeschi ma le trattative proseguirono e coinvolsero anche Regno Unito, Francia ed Unione Sovietica, con la quale la Germania stipulò, il 23 agosto 1939, un patto di non aggressione, la cui conseguenza immediata fu la firma, il 25 agosto, di un patto di difesa comune con la Polonia tra il Regno Unito e la Francia, unito ad un accordo tra i due paesi che li impegnava a sostenersi in qualunque evento bellico che avesse coinvolto uno dei due; la firma di questo accordo indusse il Führer a rinviare l'attacco, inizialmente previsto per il 26 agosto, al 1º settembre.

### Preludio
Nel marzo 1939, un ultimatum tedesco alla Lituania portò all'annessione da parte della Germania della vicina regione costiera lituana di Klaipėda; di conseguenza, la guarnigione della Westerplatte fu messa in allerta. Temendo un possibile colpo di Stato nazista a Danzica, i polacchi decisero segretamente di rinforzare la loro guarnigione e ricorsero a un sotterfugio: i civili, in uniforme dell'esercito polacco, avrebbero lasciato la base e nuovi soldati polacchi vi sarebbero entrati.
Alla fine di agosto del 1939, i polacchi avevano rinforzato la loro guarnigione, tuttora è discusso di quanto l'avessero rinforzata: fonti meno recenti parlano di 182 uomini, mentre ricerche più recenti suggeriscono una cifra compresa tra 210 e 240 uomini, compresi sei ufficiali: il maggiore Henryk Sucharski, il suo comandante in seconda capitano Franciszek Dąbrowski, il capitano Mieczysław Słaby, il tenente Leon Pająk, il tenente Stefan Ludwik Grodecki e il sottotenente Zdzisław Kręgielski. Le stime includono una ventina di civili mobilitati e una decina di truppe regolari che si trovavano sul posto quando iniziarono i combattimenti. Oltre alle armi leggere, costituite da circa 40 pistole, oltre 1000 granate, circa 160 fucili, l'armamento comprendeva un cannone da campo da 75 mm wz. 1902/26, due cannoni anticarro Bofors da 37 mm, quattro mortai da 81 mm e circa 40 mitragliatrici, tra cui 18 mitragliatrici pesanti. Le fortificazioni campali furono ampliate: furono scavate altre trincee, furono costruite barricate di legno, fu steso filo spinato e ostacoli di filo, e furono costruiti rifugi in cemento armato nei sotterranei delle caserme. Il fogliame fu diradato per ridurre la copertura delle vie d'attacco previste.
In generale, il piano di difesa polacco, il piano Zachód (che significa "ovest" in polacco) prevedeva lo stanziamento delle truppe sul confine polacco-tedesco. In questo modo la Polonia scartò l'idea di stanziare le truppe oltre la barriera naturale del fiume Vistola e del fiume San. Questo era dovuto al fatto che i due fiumi scorrono internamente alla nazione, e non avrebbero permesso la difesa delle regioni più industrializzate e ricche di risorse, che si trovavano al confine. Altro motivo di questa scelta fu il fatto che la linea Vistola-San non prevedeva neanche la difesa del corridoio di Danzica, tanto ambito dalla Germania, si temeva, infatti, che con la perdita del Corridoio la Francia e il Regno Unito avrebbero firmato con la Germania un trattato di pace simile all'accordo di Monaco del 1938. Così, un terzo delle forze della Polonia erano concentrate presso il corridoio di Danzica, di cui fa parte anche la Penisola di Westerplatte.
Relativamente alla Westerplatte, la difesa polacca, che prevedeva principalmente un assalto terrestre tedesco, si basava su tre linee. La linea più esterna comprendeva avamposti trincerati (nome in codice Prom, Przystań, ez ienki e Wał), che dovevano resistere abbastanza a lungo da permetter alla guarnigione di mobilitarsi. La seconda linea di difesa era incentrata su cinque caserme (numerate da I a V) al centro del deposito. La difesa finale comprendeva il quartier generale e le caserma al centro del deposito (a volte indicata come corpo di guardia VI). I polacchi disponevano anche di diverse posizioni di supporto (Elektrownia, De a, Fort, Tor kolejowy e Kej).  Il piano prevedeva che la guarnigione resistesse per 12 ore, dopodiché l'assedio sarebbe stato ridotto dai rinforzi in arrivo dalla terraferma.
In generale, il piano tedesco, il Fall Weiß (che significa "Piano Bianco") consisteva nello sfruttare il vantaggio della lunghezza del confine con manovre aggiranti. Infatti, le unità tedesche dovevano invadere la Polonia da tre direzioni:
- Un attacco principale dalla Germania attraverso il confine occidentale della Polonia.
- Una seconda via di attacco dalla Prussia a nord e il raggiungimento del Corridoio polacco.
- Un terzo attacco doveva giungere da sud dall'armata della Slovacchia nazista.

Tutti e tre gli assalti dovevano convergere a Varsavia, mentre l'esercito polacco doveva essere circondato e distrutto.

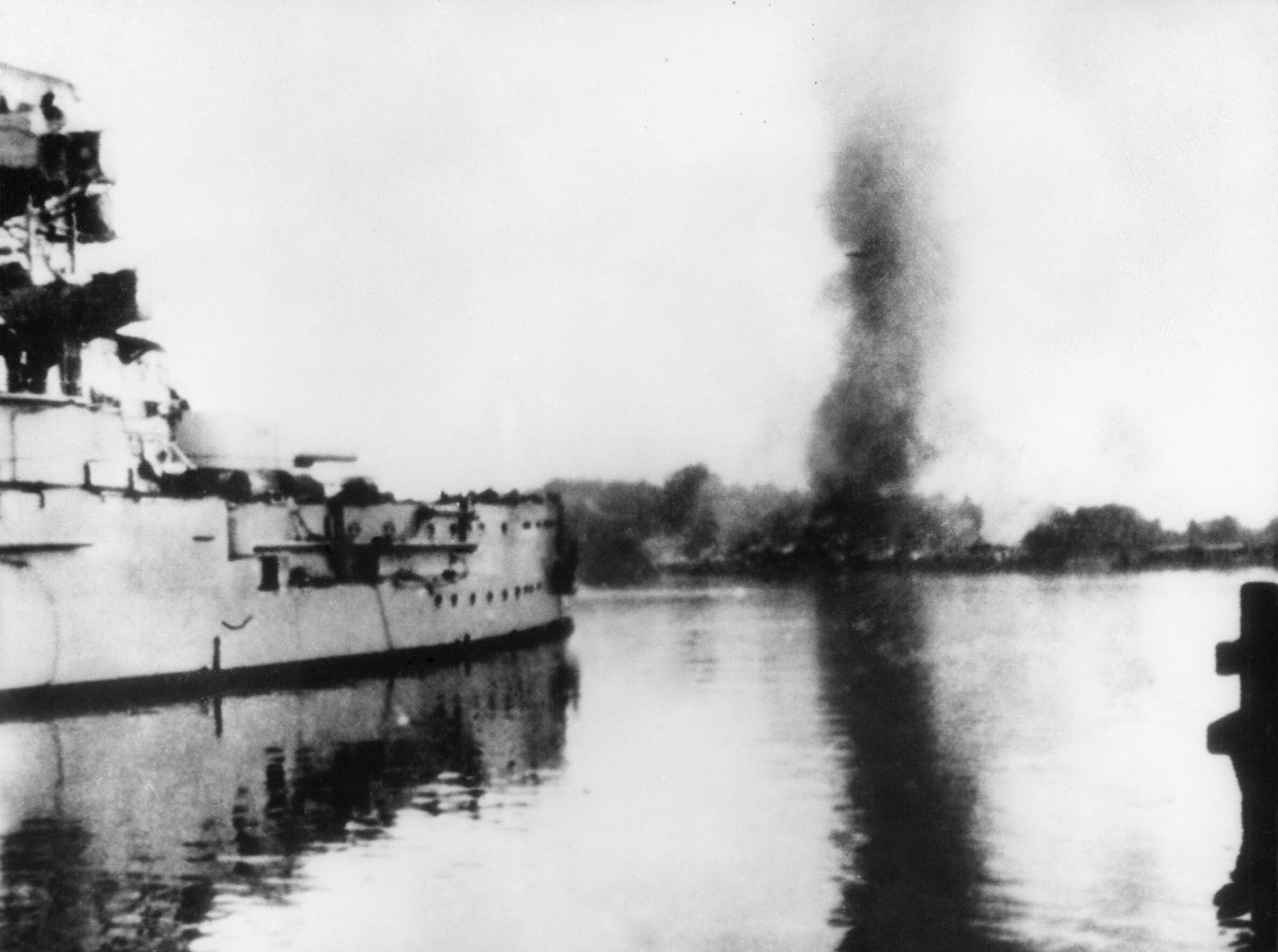
La Schleswig-Holstein mentre spara, 5 settembre 1939.

Relativamente alla conquista della Westerplatte, invece, il 25 agosto 1939, la corazzata tedesca pre-dreadnought Schleswig-Holstein, con il pretesto di fare una visita di cortesia, entrò nel porto di Danzica ancorando a 150 metri da Westerplatte. La nave era usata come nave scuola ma armata con 4 cannoni da 280 mm e altri cannoni di calibro inferiore, inoltre, a bordo c'era una Marinestosstruppkompanie (compagnia d'assalto della marina) di 225 marines al comando del tenente Wilhelm Henningsen. A terra i tedeschi avevano l'unità SS Heimwehr Danzig di circa 1 500 uomini, sotto il generale di polizia Friedrich-Georg Eberhardt ed armate con parecchie autoblindo ADGZ, circa 65 pezzi di artiglieria (cannoni antiaerei 2 cm FlaK 30, cannoni anticarro 3,7 cm PaK 36, obici leggeri leFH 18/40 10,5 cm e obici pesanti 21 cm Mörser 18), più di 100 mitragliatrici, un numero sconosciuto di mortai medi e lanciafiamme Flammenwerfer 35.
Al comando generale c'era il capitano Gustav Kleikamp, a bordo dello Schleswig-Holstein. Inizialmente, ai marines fu ordinato di attaccare la mattina del 26 agosto 1939, quel giorno Kleikamp spostò la corazzata più a monte, e di conseguenza Sucharski mise la sua guarnigione in stato di massima allerta. Poco prima dello sbarco tedesco, gli ordini furono revocati poiché Adolf Hitler aveva rinviato le ostilità per le motivazioni menzionate sopra.
Né Eberhardt né Kleikamp avevano informazioni specifiche sulle difese polacche. I tedeschi presumevano che un bombardamento preliminare avrebbe indebolito le fortificazioni, in modo tale che i marines potessero catturare Westerplatte. Kleikamp aveva ricevuto l'assicurazione dalla polizia di Danzica che "Westerplatte sarebbe stata presa in 10 minuti". Lo stesso Eberhardt era più cauto, stimando che sarebbero state necessarie "alcune ore" per sconfiggere la guarnigione polacca, che i tedeschi stimavano in non più di 100 uomini.

## Terreno
La penisola di Westerplatte è una penisola sabbiosa e pianeggiante che si affaccia sulla costa baltica. Situata alla foce del fiume Vistola, è ricoperta quasi interamente da una fitta boscaglia. La penisola è separata dalla Città Libera di Danzica dal canale portuale, ed è collegata alla terraferma da un sottile istmo sabbioso.

## Forze in campo

### Germania
Kriegsmarine
- Navi:
  - Corazzata Schleswig-Holstein
  - Torpediniere T-196 e T-963
- Fanteria:
  - Marinestoßtruppkompanie

Wehrmacht
- Gruppe Heberhardt
  - SS Heimwehr Danzig
  - Haubitzen-Abteilung
  - Küstenschutz der Danziger Polizei

### Polonia
Wojska Lądowe
- Guarnigione del deposito militare Wojskowy Skład Transportowy (WST)

## La battaglia

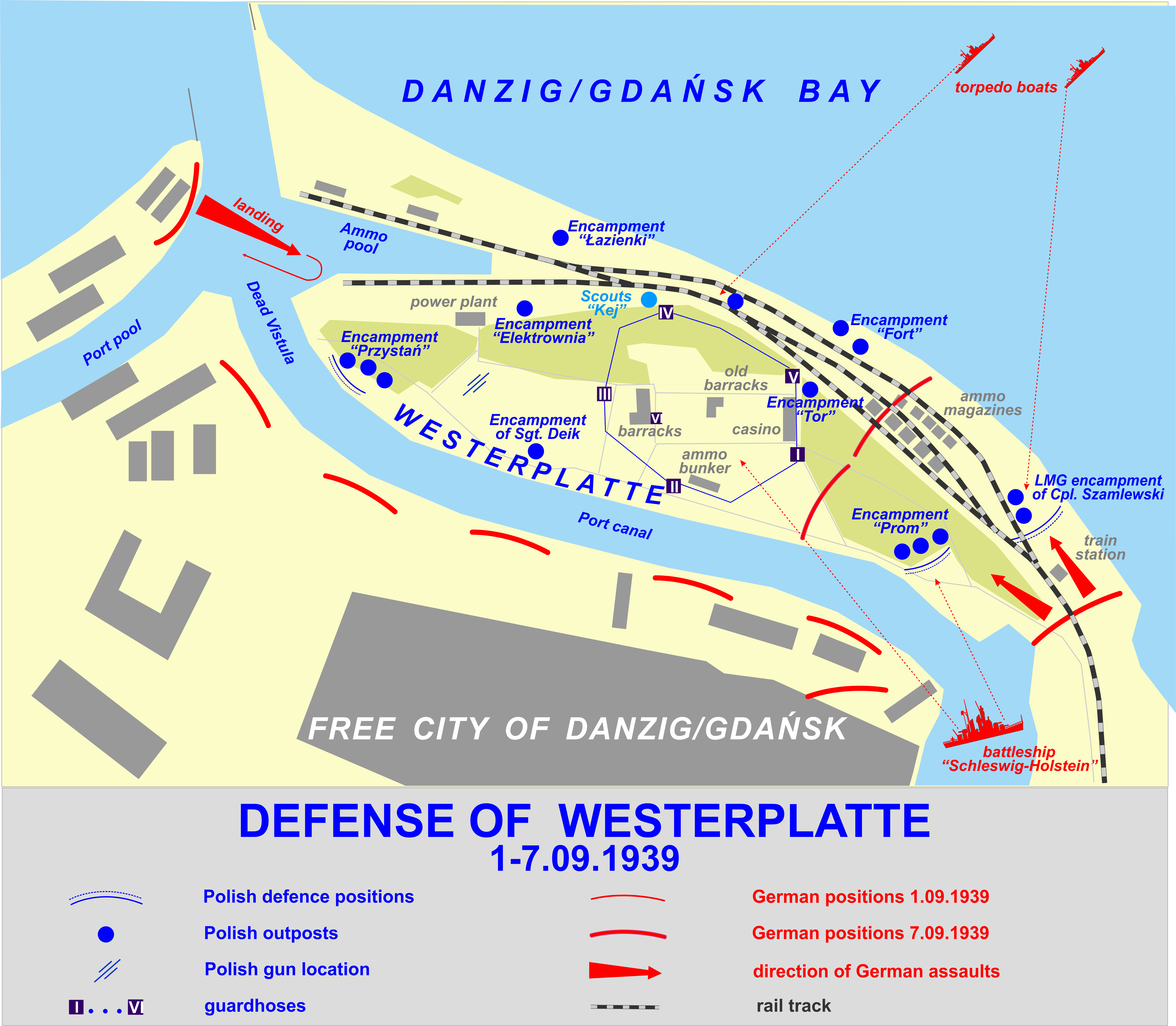
Mappa della battaglia (in blu le forze polacche, in rosso le forze tedesche).

Nelle prime ore del 1º settembre 1939, la corazzata tedesca Schleswig-Holstein sparò una bordata contro la guarnigione polacca. L'ora della salva è stata variamente indicata come 04:45, 04:47, o 04:48. Lo storico polacco Jarosław Tuliszka sostiene che le 04:45 erano l'ora prevista, le 04:47 l'ora in cui l'ordine fu impartito da Kleikamp e le 04:48 fu l'ora in cui i cannoni spararono. Poco dopo, sulla Westerplatte, Sucharski comunicò via radio alla vicina base militare polacca sulla penisola di Hel (poi coinvolta nella battaglia di Hel): "SOS: sono sotto tiro". Il bombardamento iniziale della corazzata non ebbe molto successo, non riuscendo ad infliggere una sola vittima tra i difensori, a causa della vicinanza della corazzata al bersaglio, i suoi proiettili più pesanti non ebbero il tempo di tempo di armarsi e non esplosero al momento dell'impatto.
Otto minuti dopo i marines di Henningsen dalla Schleswig-Holstein, che erano sbarcati due ore prima sul lato orientale della penisola, avanzarono, aspettandosi una facile vittoria sui polacchi. Tuttavia, dopo aver oltrepassato il muro di mattoni del confine, rotto dall'artiglieria, avanzando di circa 200 metri e impegnando l'avamposto polacco di Prom, i tedeschi caddero in un'imboscata. Si trovarono in una zona di fuoco incrociato polacco da postazioni di tiro nascoste, mentre il filo spinato impediva i loro movimenti. Intorno alle 05:15, il cannone da campo, comandato da Pająk, aprì un intenso fuoco sui tedeschi che avanzavano, sparando 28 colpi e mettendo fuori uso diversi nidi di mitragliatrici in cima ai magazzini dall'altro lato del canale del porto. Nel frattempo, anche la fanteria tedesca fu bombardata dai mortai polacchi, e anche la stessa corazzata fu bersagliata dai cannoni polacchi da 37 mm. In queste ore, i polacchi respinsero anche un tentativo di una piccola unità marittima della polizia di Danzica di sbarcare sul lato occidentale del deposito. In questo primo scontro, i polacchi subirono due perdite. Un soldato polacco, il sergente maggiore Wojciech Najsarek, ucciso da un colpo di mitragliatrice, è stato descritto come la prima vittima polacca della battaglia e forse della seconda guerra mondiale.

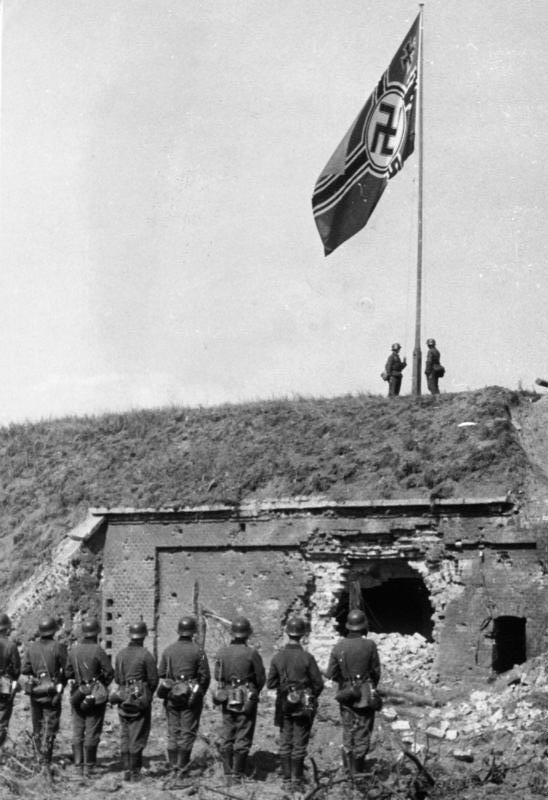
Soldati tedeschi issano la bandiera del Reich dopo la resa polacca, l'8 settembre 1939

Alle 06:22, i marines tedeschi comunicarono freneticamente via radio alla corazzata che avevano subito gravi perdite e si stavano ritirando. Tra morti e feriti, le perdite furono di circa cinquanta tedeschi e otto polacchi, per lo più feriti. Un bombardamento più prolungato da parte della corazzata, durato dalle 07:40 alle 08:55, precedette un secondo attacco e riuscì a mettere fuori uso il cannone da campo polacco. polacco. I tedeschi assaltarono nuovamente dalle 08:35 alle 12:30, ma incontrarono mine, alberi abbattuti, filo spinato e un intenso fuoco di sbarramento. A mezzogiorno, quando i tedeschi si ritirarono, Henningsen era stato gravemente ferito. Eberhardt chiese il supporto aereo, ma questo fu ritardato a causa del maltempo nella zona. Nel primo giorno di combattimento, i polacchi avevano subito 4 morti e diversi feriti. I marines tedeschi avevano avuto 16 morti e 120 feriti.
I comandanti tedeschi conclusero che un attacco di terra non era fattibile fino a quando le difese polacche non fossero state ammorbidite. Riesaminando le fotografie aeree, dove in precedenza avevano sottovalutato le difese polacche, ora le sopravvalutavano, concludendo che i polacchi avevano costruito vaste fortificazioni sotterranee e bunker (sei pagliai vennero erroneamente dichiarati come bunker blindati). Nei giorni successivi, i tedeschi bombardarono la penisola di Westerplatte con artiglieria navale e pesante, tra cui una batteria di obici da 105 mm e alcuni obici da 210 mm. Il 2 settembre, dalle 18:05 alle 18:25, un raid aereo a due ondate di 60 bombardieri in picchiata Junkers Ju 87 Stuka sganciò 26,5 tonnellate di bombe, eliminando i mortai polacchi, distruggendo il corpo di guardia V con una bomba da 500 chilogrammi e uccidendo almeno otto soldati polacchi. L'incursione aerea avvolse tutta Westerplatte in una nuvola di fumo, distrusse l'unico impianto radio dei polacchi e gran parte delle loro scorte di cibo. Secondo alcune fonti tedesche, dopo l'incursione aerea i polacchi avrebbero esposto per breve tempo bandiera bianca, ma non tutti gli storici ne sono convinti, e gli osservatori tedeschi potrebbero essersi sbagliati.
Il 4 settembre, una torpediniera tedesca, la T196, appoggiata da un vecchio dragamine, il Von der Gronen (ex M107), effettuò un attacco a sorpresa. L'avamposto polacco di Wał venne abbandonato. Ora solo l'avamposto di Fort impediva un attacco da nord. Sebbene i polacchi non abbiano mai colpito le unità navali tedesche, i T196 e gli Schleswig-Holstein subirono incidenti dovuti a errori dell'equipaggio o a guasti dell'equipaggiamento, con almeno un morto e diversi feriti sulla corazzata. Il 5 settembre Sucharski tenne una conferenza con i suoi ufficiali, durante la quale sollecitò la resa: la postazione avrebbe dovuto resistere solo per solo per dodici ore. Il suo vice, Dąbrowski, si oppose alla resa e il gruppo decise di resistere ancora per un po'.

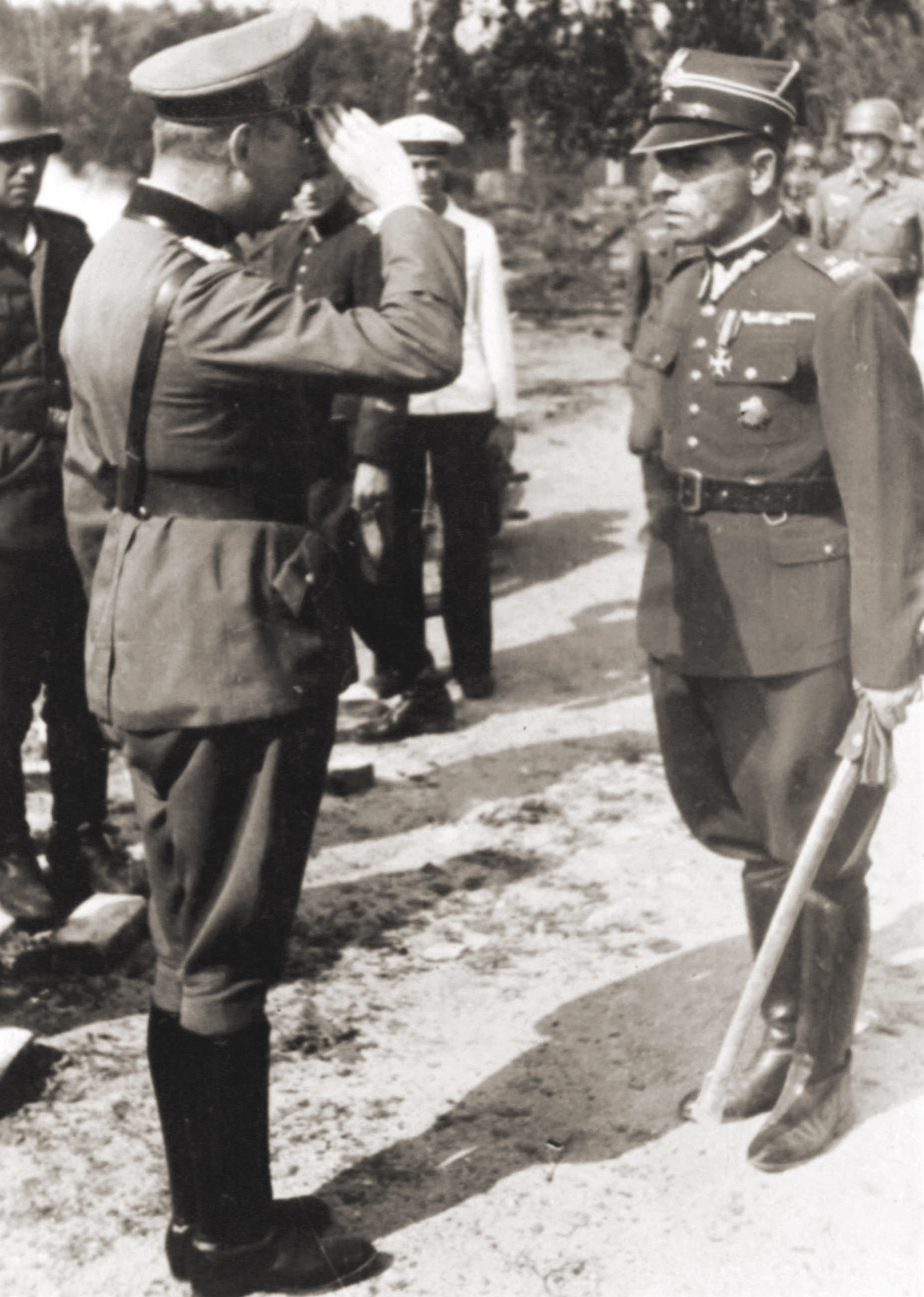
Sucharski (sulla destra) si arrende al generale Eberhardt, 7 settembre 1939.

Successivamente, i polacchi respinsero diversi cauti attacchi tedeschi, finalizzati a sondare il terreno. Alle ore 03:00 del 6 settembre, durante uno degli attacchi, i tedeschi lanciarono un treno in fiamme verso le posizioni polacche, ma lo stratagemma fallì quando il conducente terrorizzato si sganciò prematuramente. Il treno non raggiunse il suo obiettivo, una cisterna di petrolio, ma incendiò i boschi, che avevano fornito ai polacchi una preziosa copertura. Inoltre, i vagoni in fiamme crearono un perfetto campo per sparare; i tedeschi subirono altre perdite. Un secondo attacco con il treno infuocato, nel pomeriggio, fallì.
In una seconda conferenza con i suoi ufficiali, il 6 settembre, Sucharski era di nuovo pronto ad arrendersi: l'esercito tedesco era ormai alle porte di Varsavia e Westerplatte stava esaurendo i rifornimenti; inoltre, molti dei feriti stavano soffrendo di gangrena. Alle 04:30 del 7 settembre, i tedeschi aprirono un intenso fuoco su Westerplatte, che durò fino alle 07:00. I lanciafiamme e i bombardamenti distrussero il corpo di guardia II e danneggiarono i corpi di guardia I e IV. La Schleswig-Holstein partecipò ai bombardamenti.
Alle 09:45 del 7 settembre 1939 apparve una bandiera bianca. La difesa polacca aveva talmente impressionato i tedeschi che il loro comandante, Eberhardt, inizialmente permise a Sucharski di tenere la sua szabla (sciabola polacca) cerimoniale da prigioniero di guerra, anche se in seguito sarebbe stata confiscata. Le pubblicazioni contemporanee in lingua inglese che riportarono l'evento, come Life e Pictorial History of the War, identificarono erroneamente il comandante polacco come il maggiore "Koscianski". Sucharski consegnò la postazione a Kleikamp e i tedeschi si misero sull'attenti quando la guarnigione polacca si mise in marcia alle 11:30. Oltre 3 000 tedeschi, compresi i soldati e le formazioni di supporto come la polizia di Danzica, erano stati impegnati nell'operazione durata una settimana contro la piccola guarnigione polacca. Circa la metà dei tedeschi (570 a terra, oltre 900 in mare) aveva preso parte all'azione diretta. Le perdite tedesche ammontarono a 50 morti (di cui 16 della Kriegsmarine) e 150 feriti. I polacchi avevano perso 15 uomini e avevano subito almeno 40 feriti.

## Conseguenze
L'8 settembre, il giorno successivo alla capitolazione, i tedeschi scoprirono una fossa con i corpi di quattro soldati polacchi non identificati, che erano stati giustiziati dai loro compagni per tentata diserzione. Secondo Tomasz Sudoł, ciò era avvenuto probabilmente in seguito ai raid aerei del 2 settembre. Cinque giorni dopo la capitolazione, il 12 settembre 1939, l'operatore radio polacco, il sergente Kazimierz Rasiński, fu assassinato dai tedeschi dopo un brutale interrogatorio, durante il quale si rifiutò di consegnare i codici radio. Il 19 settembre Hitler visitò Danzica. Durante la visita, il 21 settembre, ispezionò Westerplatte.

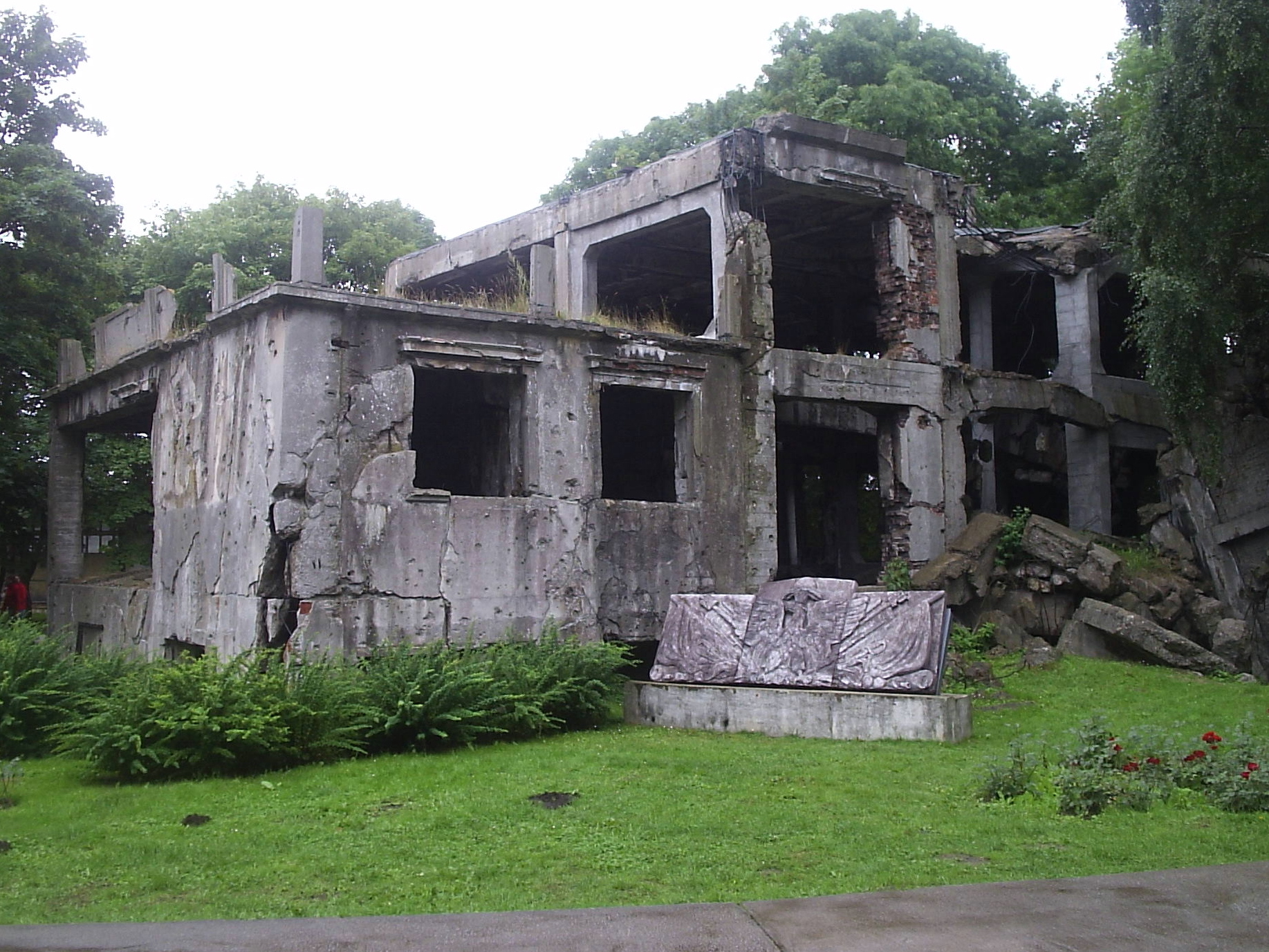
Rovine della caserma della Westerplatte, 2005.

Westerplatte vide un'altra serie di combattimenti durante l'offensiva Vistola-Oder nel 1945. Dal 28 marzo al 1º aprile, elementi della 73ª Divisione di fanteria tedesca difesero la penisola dalla 76ª Divisione di fucilieri della Guardia sovietica, finché le unità tedesche non furono evacuate via mare.
La battaglia di Westerplatte è spesso descritta come la prima battaglia della seconda guerra mondiale, ma fu solo una delle tante battaglie della prima fase dell'invasione tedesca della Polonia, nota come Battaglia del confine. Lo storico britannico I. C. B. Dear ha descritto le salve dello Schleswig-Holstein come avvenute "pochi minuti dopo gli attacchi della Luftwaffe ai campi d'aviazione polacchi" e ad altri obiettivi. Un ponte nella vicina Tczew era stato bombardato intorno alle 04:30, e la false flag operazione Himmler era iniziata diverse ore prima. Lo storico polacco Krzysztof Komorowski scrive che "Westerplatte è diventata uno dei simboli della lotta polacca per l'indipendenza ed è iscritta nell'elenco delle battaglie più eroiche dell'Europa moderna". Per entrambe le parti, la battaglia ebbe soprattutto un'importanza politica, piuttosto che tattica. Tenne impegnate le consistenti forze tedesche per molto più tempo di quanto ci si aspettasse, impedendo allo Schleswig-Holstein di fornire supporto di fuoco nelle vicine battaglie di Hel e Gdynia.
La difesa della Westerplatte ispirò l'esercito e il popolo polacco anche quando l'avanzata tedesca continuava altrove. Polskie Radio, a partire dal 1º settembre 1939, trasmise ripetutamente la frase che rese Westerplatte un simbolo importante: "Westerplatte broni się jeszcze" ("Westerplatte combatte"). Il 16 settembre Konstanty Ildefons Gałczyński scrisse una poesia, Canzone sui soldati della Westerplatte, dando voce al mito successivo secondo cui tutti i difensori della Westerplatte erano morti nella battaglia, combattendo fino all'ultimo uomo. La battaglia divenne un simbolo della resistenza all'invasione - una battaglia delle Termopili polacca. Già nel 1943, un'unità dell'Esercito Popolare Polacco prese il nome dai soldati della Westerplatte (la 1ª Brigata corazzata polacca dei Difensori di Westerplatte). Nello stesso anno, lo Stato segreto polacco intitolò una strada a Westerplatte; e l'anno successivo, durante l'insurrezione di Varsavia del 1944, una roccaforte degli insorti fu chiamata Westerplatte.

## Controversie
Alcune controversie circondano l'ufficiale comandante della guarnigione polacca, Sucharski. La storiografia iniziale lo considerava al comando per tutta la battaglia e i primi resoconti lo ritraevano come una figura eroica. Resoconti più recenti, risalenti all'inizio degli anni 90, hanno presentato evidenze che gli ufficiali di Sucharski avrebbero giurato di non rivelare, in vita, che il loro comandante sarebbe stato colpito da shell shock per la maggior parte della battaglia, che avrebbe invocato la resa già il 2 settembre e più volte in seguito e che il suo comandante in seconda, Dąbrowski, sarebbe stato effettivamente al comando in seguito al crollo di Sucharski nel secondo giorno di assedio. La condotta di Sucharski è ancora discussa dagli storici.

## Commemorazioni

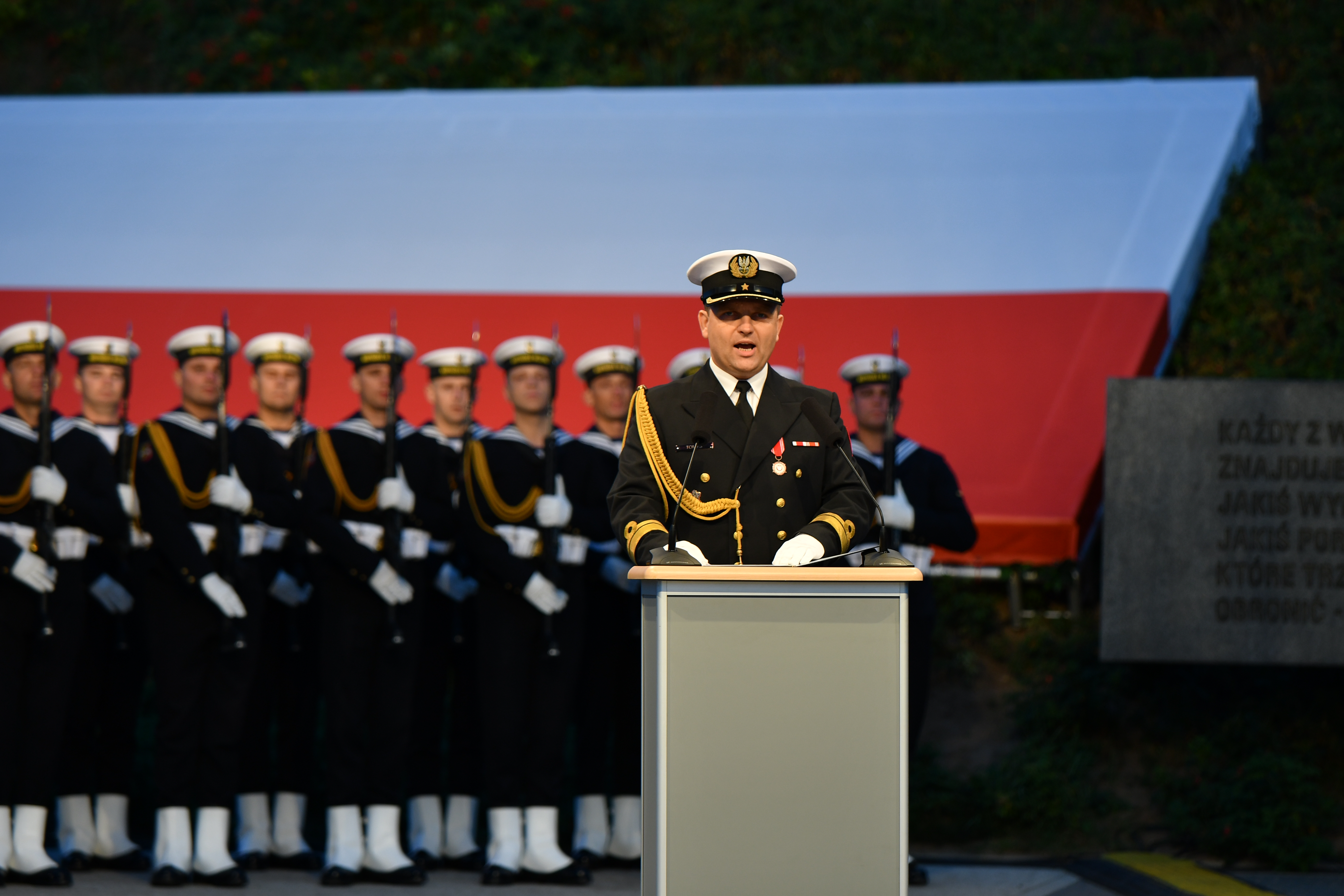
Un ufficiale della marina polacca mentre pronuncia un discorso durante il 79º anniversario della battaglia della Westerplatte, nel 2018.

Westerplatte è un luogo comune per le cerimonie di commemorazione di Stato relative alla seconda guerra mondiale, che si tengono solitamente il 1º settembre. A queste cerimonie in genere è prevista la partecipazione di politici polacchi di alto rango, come il primo ministro Donald Tusk (2014), il presidente Bronisław Komorowski (2015), il presidente Andrzej Duda (2016), e il primo ministro Beata Szydło (2017). La commemorazione del 70º anniversario dello scoppio della seconda guerra mondiale, nel 2009, ha visto la partecipazione di Tusk, dell'ex primo ministro Tadeusz Mazowiecki e degli ex presidenti Lech Wałęsa e Aleksander Kwaśniewski, oltre che di importanti personalità di una ventina di altri Paesi, tra cui la Cancelliera tedesca Angela Merkel, il primo ministro russo Vladimir Putin, il primo ministro ucraino Yulia Tymoshenko e il primo ministro francese François Fillon. La battaglia della Westerplatte è stata oggetto di due film polacchi: Westerplatte (1967) e Tajemnica Westerplatte ("Il segreto della Westerplatte", 2013). Ha inoltre ispirato decine di libri e articoli di stampa, studi e opere di fantasia, oltre a poesie, canzoni, dipinti e altre opere d'arte.

### Attrazione turistica

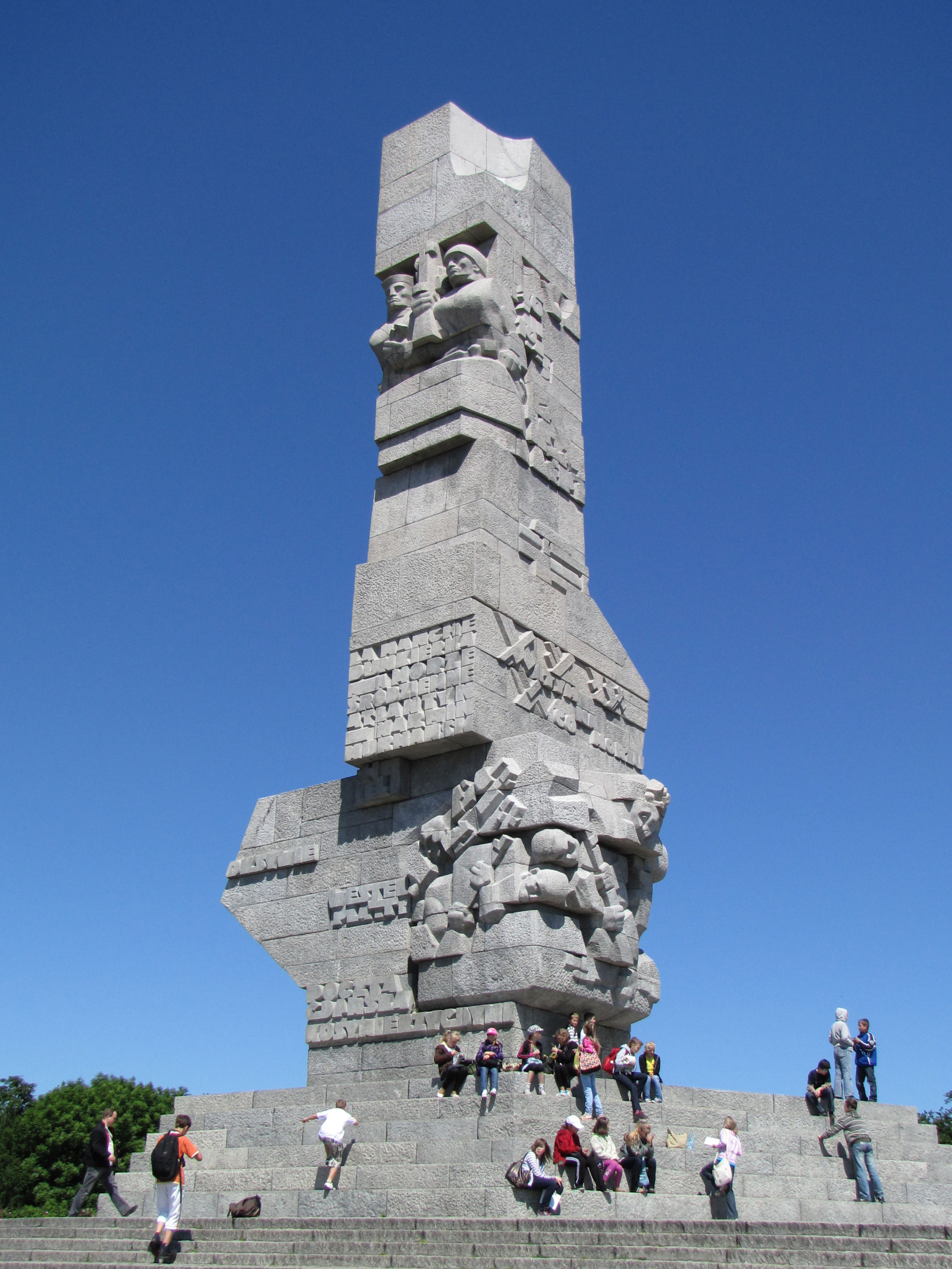
Monumento della Westerplatte.

Il cannone da campo polacco da 75 mm divenne uno dei primi trofei di guerra tedeschi della seconda guerra mondiale, esposto su una colonna a Flensburgo. Dopo la guerra, fu spostato davanti all'Accademia navale Mürwik. I posti di guardia I, III e IV della Westerplatte, la centrale elettrica e la caserma sopravvissero alla guerra. Nel 1946, sulla penisola vennero istituiti il Cimitero dei Caduti della Westerplatte e una Tomba del Milite Ignoto; il cimitero fu collocato vicino al corpo di guardia V, distrutto nella battaglia. Durante il primo dopoguerra staliniano, la Westerplatte fu presentata come un simbolo del governo polacco prima della guerra e fu emarginata nella storia ufficiale; il dott. Mieczysław Słaby, il chirurgo della guarnigione di Westerplatte, fu arrestato, torturato e morto in custodia del Ministero della sicurezza pubblica nel 1948. Dopo la liberalizzazione della metà degli anni 50, Westerplatte venne riproposta come simbolo della propaganda comunista; nel 1956 l'Accademia navale polacca è stata intitolata agli "Eroi della Westerplatte" e questo nome cominciò ad essere dato a scuole, strade e altre istituzioni.
Nel 1962 la croce cristiana del cimitero fu sostituita con un carro armato sovietico T-34 e a Westerplatte iniziarono le prime commemorazioni organizzate dal governo. Nel 1966, a Westerplatte fu eretto il Monumento della Westerplatte, un obelisco alto 25 metri in cima a un tumulo, all'interno di un parco, con installazioni più piccole. Westerplatte divenne una popolare attrazione turistica. In seguito, il posto di guardia I fu trasferito per evitarne la distruzione durante la costruzione di un nuovo canale portuale. Nel 1971, la tomba di Sucharski fu trasferita a Westerplatte dal luogo di sepoltura originario in Italia. Nel 1974 fu aperto un piccolo museo nel rinnovato posto di guardia I. Dagli anni 80, Westerplatte è amministrata dal Museo Nazionale di Danzica. Nel 1981, la croce fu restaurata nel cimitero. Nel giugno 1987, Westerplatte fu visitata da Papa Giovanni Paolo II; la sua visita è ricordata da una targa inaugurata nel 2015. Dopo la caduta del comunismo nell'Europa orientale e centrale, un cambiamento simbolico della trasformazione politica della Polonia fu il trasferimento, nel 2007, del carro armato sovietico T-34 dal cimitero a un museo in un'altra città. Nel 2001, il governo polacco riconobbe le rovine della Westerplatte come oggetto del patrimonio culturale. Il 1º settembre 2003, il sito fu designato monumento storico ufficiale. A metà degli anni 90, il governo polacco decise di creare un museo dedicato alla Westerplatte, per commemorare la battaglia del 1939; a partire dal 2019, l'apertura del museo è prevista per il 2026.